# Richwood Hall
Richwood Hall, auch als Richwoods bekannt, ist ein nahe Charles Town, West Virginia, liegendes historisches Gebäude, dessen Grundstück sich einst im Besitz von George Washington befand. Es ist im National Register of Historic Places aufgeführt.

## Geschichte
George Washington erhielt den Grundbesitz von Thomas Fairfax, 6th Lord Fairfax of Cameron, dem damals einzigen in den Dreizehn Kolonien lebenden schottischen Peer. Washington gab das Land in der Folge an seinen Bruder Samuel Washington weiter, der aber das ebenfalls bei Charles Town liegende Harewood bezog. Erst dessen jüngster Sohn Lawrence Augustine Washington bezog mit seiner Frau Mary Dorcas Wood im Jahr 1797 Richwood Hall, nachdem er im Jahr zuvor den Besitz übernommen hatte. 1802 verkauften sie es an Smith Slaughter. In den 1820er Jahren wurde der Bau wesentlich erweitert, entweder von Smith Slaughter oder dem darauffolgenden Besitzer, Joseph Shewater, der es 1829 kaufte. Viele der Baumaterialien für diese Maßnahme, unter anderem bearbeitetes Holz und Ziegel, wurden aus England importiert. Nach einer Theorie stammen die anspruchsvolleren Holzschnitzereien der Innenausstattung von hessischen Soldaten, die sich nach dem Unabhängigkeitskrieg in dieser Gegend niedergelassen haben.
Während des Sezessionskriegs gehörte Richwoods John R. Flagg. Konföderierte Truppen unter dem Kommando von General Jubal Anderson Early platzierten hier während der Schlacht von Summit Point ihre Artillerie um auf die feindliche Kräfte, die General Philip Henry Sheridan unterstanden, unter Beschuss zu nehmen. Die Schlachtlinien positionierte Early nördlich und südlich des Hauses. Ein Geschoss, das die Außenmauer des Gebäudes traf, ist heute noch zu sehen.
Am 19. Juni 1973 wurde Richwood Hall in das National Register of Historic Places aufgenommen.

## Architektur
Richwood Hall ist ein Ziegelbau mit zwei Etagen. Das Mauerwerk der Frontfassade ist in flämischem Stil gehalten. Das Gesims unter dem Dachvorsprung besteht aus Holz. Das Eingangsportal, ebenfalls aus Holz gearbeitet, ist wahrscheinlich jüngeren Datums, da es weniger ausführlich verziert ist als die anderen hölzernen Bauelemente. Ob Teile des ursprünglichen Hauses bei der Erweiterung in den 1820er Jahren in den neuen Südwestflügel integriert wurden, oder ob es vollständig abgerissen wurde, ist nicht geklärt.